# Carrosserie C. & R. Geissberger
Die Carrosserie C. & R. Geissberger war ein Schweizer Hersteller von Automobilkarosserien.
Das Unternehmen ging 1903 aus einem Kutschenbaubetrieb in Zürich hervor. Vor dem Ersten Weltkrieg wurden rund 150 Angestellte beschäftigt und Geissberger galt als zweitgrösster Betrieb seiner Art in der Schweiz. Das Domizil war an der Wiesenstrasse in Zürich.
Der eher konservative Hersteller verwendete insbesondere Fahrgestelle von Martini, Delage, Hispano-Suiza, Mercedes-Benz und Peugeot sowie des  Nutzfahrzeug-Herstellers  Saurer, wo bis 1914 auch Personenwagen entstanden. 1929 übernahm die ebenfalls 1903 gegründete Carrosserie Georges Gangloff in Genf den Betrieb und führte ihn kurze Zeit als Filiale weiter. Spätestens mit der Insolvenz des Mutterhauses 1936 endete auch die Produktion in Zürich. Die Anlagen wurden 1937 von der Carrosserie Langenthal AG übernommen.